# Stenochrus portoricensis
Stenochrus portoricensis är en spindeldjursart som beskrevs av Chamberlin 1922. Stenochrus portoricensis ingår i släktet Stenochrus och familjen Hubbardiidae. Inga underarter finns listade i Catalogue of Life.